# Peter Frühauf
Peter Frühauf (* 15. srpna 1982 Prešov) je bývalý slovenský hokejový obránce a trenér.

## Hráčská kariéra
Svoji hokejovou kariéru začal v HC Prešov, odkud v průběhu mládeže zamířil do HC Košice. Po roce se vrátil zpět do Prešova, za který nastupoval v seniorské kategorii. Po ročním angažmá v americkém týmu Topeka Scarecrows, se vrátil zpět na Slovensku, konkrétně do Košic, za které nastupoval v následujících třech sezonách. Měl rovněž vyřízené střídavé starty či hostování do MsHK Žilina, HK Trebišov nebo MHK Humenné. V sezoně 2006/07 nastupoval opět za Žilinu a český klub HC Oceláři Třinec. Poté se na rok upsal HKm Zvolen. V letech 2008-10 nastupoval za HC 05 Banská Bystrica. V létě 2010 přestoupil do HC Slovan Bratislava, se kterým v ročníku 2011-12 získal mistrovský titul. Následně odešel podruhé do Česka, tentokrát do HC Mountfield České Budějovice. Před sezonou 2013/14 se přesunul do Mountfield HK, který získal extraligovou licenci od Českých Budějovic. V ročníku 2015/16 nastoupil k jednomu startu za HC Stadion Litoměřice. V květnu 2016 mu vedení královéhradeckého klubu oznámilo, že si může hledat nové angažmá. Nové působiště Frühauf nenašel, a proto nastupoval za Litoměřice, prvoligovou farmu Hradce Králové.

## Ocenění a úspěchy
- 2010 SHL – All-Star Tým
- 2010 SHL – Nejproduktivnější obránce

## Prvenství
- Debut v ČHL - 23. ledna 2007 (HC Vítkovice Steel proti HC Oceláři Třinec)
- První asistence v ČHL - 16. února 2007 (HC Hamé Zlín proti HC Oceláři Třinec)
- První gól v ČHL - datum (HC Mountfield České Budějovice proti Bílí Tygři Liberec, brankáři Jakubu Kovářovi)

## Klubová statistika
| Sezóna       | Klub                   | Soutěž       |     | Základní část | Základní část | Základní část | Základní část | Základní část |   | Play off | Play off | Play off | Play off | Play off |
| Sezóna       | Klub                   | Soutěž       | Z   | G             | A             | B             | TM            | Z             | G | A        | B        | TM       |          |          |
| 1999-00      | HK VTJ Farmakol Prešov | 1.SHL        | 23  | 0             | 1             | 1             | 12            | —             | — | —        | —        | —        |          |          |
| 2000-01      | HK VTJ Farmakol Prešov | 1.SHL        |     |               |               |               |               | —             | — | —        | —        | —        |          |          |
| 2000-01      | HC Dukla Inpro Senica  | 1.SHL        |     |               |               |               |               | —             | — | —        | —        | —        |          |          |
| 2001-02      | Topeka Scarecrows      | USHS         | 38  | 0             | 9             | 9             | 29            | —             | — | —        | —        | —        |          |          |
| 2002-03      | HC Košice              | SHL          | 38  | 1             | 0             | 1             | 0             | —             | — | —        | —        | —        |          |          |
| 2002-03      | HK VTJ Trebišov        | 1.SHL        | 4   | 0             | 2             | 2             | 2             | —             | — | —        | —        | —        |          |          |
| 2002-03      | MsHK Žilina            | SHL          | 4   | 0             | 1             | 1             | 2             | 4             | 0 | 0        | 0        | 0        |          |          |
| 2003-04      | HC Košice              | SHL          | 49  | 2             | 7             | 9             | 34            | 8             | 1 | 1        | 2        | 2        |          |          |
| 2004-05      | HC Košice              | SHL          | 36  | 2             | 2             | 4             | 10            | 10            | 0 | 1        | 1        | 10       |          |          |
| 2004-05      | HK VTJ Trebišov        | 1.SHL        | 1   | 0             | 1             | 1             | 0             | —             | — | —        | —        | —        |          |          |
| 2004-05      | PHK Prešov             | 1.SHL        | 11  | 1             | 6             | 7             | 0             | —             | — | —        | —        | —        |          |          |
| 2005-06      | HC Košice              | SHL          | 46  | 1             | 3             | 4             | 36            | 6             | 0 | 0        | 0        | 6        |          |          |
| 2005-06      | MHK Humenné            | 1.SHL        | 1   | 0             | 1             | 1             | 0             | —             | — | —        | —        | —        |          |          |
| 2006-07      | MsHK Žilina a.s        | SHL          | 39  | 1             | 11            | 12            | 32            | —             | — | —        | —        | —        |          |          |
| 2006-07      | HC Oceláři Třinec      | ČHL          | 8   | 0             | 1             | 1             | 12            | 7             | 0 | 0        | 0        | 10       |          |          |
| 2007-08      | HKm Zvolen             | SHL          | 51  | 3             | 10            | 13            | 107           | 6             | 1 | 0        | 1        | 32       |          |          |
| 2008-09      | HC 05 Banská Bystrica  | SHL          | 51  | 9             | 15            | 24            | 74            | 5             | 1 | 2        | 3        | 10       |          |          |
| 2009-10      | HC 05 Banská Bystrica  | SHL          | 44  | 8             | 28            | 36            | 42            | 6             | 1 | 3        | 4        | 4        |          |          |
| 2010-11      | HC Slovan Bratislava   | SHL          | 37  | 4             | 13            | 17            | 48            | 6             | 0 | 1        | 1        | 0        |          |          |
| 2011-12      | HC Slovan Bratislava   | SHL          | 52  | 5             | 15            | 20            | 71            | 16            | 1 | 4        | 5        | 18       |          |          |
| 2012-13      | HC Mountfield          | ČHL          | 37  | 3             | 6             | 9             | 24            | 5             | 1 | 1        | 2        | 6        |          |          |
| 2013-14      | Mountfield HK          | ČHL          | 48  | 7             | 15            | 22            | 32            | 6             | 1 | 2        | 3        | 6        |          |          |
| 2014-15      | Mountfield HK          | ČHL          | 26  | 1             | 7             | 8             | 18            | —             | — | —        | —        | —        |          |          |
| 2015-16      | Mountfield HK          | ČHL          | 31  | 4             | 14            | 18            | 8             | 5             | 1 | 0        | 1        | 2        |          |          |
| 2015-16      | HC Stadion Litoměřice  | 1.ČHL        | 1   | 0             | 0             | 0             | 0             | —             | — | —        | —        | —        |          |          |
| 2016-17      | HC Stadion Litoměřice  | 1.ČHL        | 12  | 4             | 1             | 5             | 2             | —             | — | —        | —        | —        |          |          |
| 2016-17      | HC Škoda Plzeň         | ČHL          | 13  | 0             | 3             | 3             | 8             | 7             | 0 | 0        | 0        | 10       |          |          |
| 2017-18      | HK Dukla Trenčín       | SHL          | 52  | 3             | 15            | 18            | 18            | 15            | 0 | 6        | 6        | 14       |          |          |
| 2018-19      | HK Dukla Trencin       | SHL          | 38  | 0             | 6             | 6             | 22            | 4             | 0 | 0        | 0        | 4        |          |          |
| Celkem v ČHL | Celkem v ČHL           | Celkem v ČHL | 163 | 15            | 46            | 61            | 102           | 30            | 3 | 3        | 6        | 34       |          |          |

## Reprezentace
| Rok                    | Tým                    | Soutěž                 | Z  | G | A | B | TM |
| ---------------------- | ---------------------- | ---------------------- | -- | - | - | - | -- |
| 1999                   | Slovensko 18           | MS-18                  | 6  | 2 | 2 | 4 | 12 |
| 2002                   | Slovensko 20           | MSJ                    | 7  | 1 | 0 | 1 | 6  |
| 2010                   | Slovensko              | MS                     | 4  | 0 | 1 | 1 | 2  |
| Juniorská reprezentace | Juniorská reprezentace | Juniorská reprezentace | 13 | 3 | 2 | 5 | 18 |